# هيو ألاستير فورد
هيو ألاستير فورد (بالإنجليزية: Hugh Alastair Ford)‏ هو عالم طيور أسترالي، ولد في 1946.